# Gran Premi de Bèlgica del 2013
El Gran Premi de Bèlgica de Fórmula 1 de la temporada 2013 s'ha disputat al Circuit de Spa-Francorchamps, del 23 al 25 d'agost del 2013.

## Resultats de la qualificació
| Pos                 | No | Pilot               | Constructor          | Part 1   | Part 2   | Part 3   | Sortida |
| ------------------- | -- | ------------------- | -------------------- | -------- | -------- | -------- | ------- |
| 1                   | 10 | Lewis Hamilton      | Mercedes             | 2:00.368 | 1:49.067 | 2:01.012 | 1       |
| 2                   | 1  | Sebastian Vettel    | Red Bull-Renault     | 2:01.863 | 1:48.646 | 2:01.200 | 2       |
| 3                   | 2  | Mark Webber         | Red Bull-Renault     | 2:01.597 | 1:48.641 | 2:01.325 | 3       |
| 4                   | 9  | Nico Rosberg        | Mercedes             | 2:01.099 | 1:48.552 | 2:02.251 | 4       |
| 5                   | 14 | Paul di Resta       | Force India-Mercedes | 2:02.338 | 1:48.925 | 2:02.332 | 5       |
| 6                   | 5  | Jenson Button       | McLaren-Mercedes     | 2:01.301 | 1:48.641 | 2:03.075 | 6       |
| 7                   | 8  | Romain Grosjean     | Lotus-Renault        | 2:02.476 | 1:48.649 | 2:03.081 | 7       |
| 8                   | 7  | Kimi Räikkönen      | Lotus-Renault        | 2:01.151 | 1:48.296 | 2:03.390 | 8       |
| 9                   | 3  | Fernando Alonso     | Ferrari              | 2:00.190 | 1:48.309 | 2:03.482 | 9       |
| 10                  | 4  | Felipe Massa        | Ferrari              | 2:01.462 | 1:49.020 | 2:04.059 | 10      |
| 11                  | 11 | Nico Hülkenberg     | Sauber-Ferrari       | 2:01.712 | 1:49.088 |          | 11      |
| 12                  | 15 | Adrian Sutil        | Force India-Mercedes | 2:02.749 | 1:49.103 |          | 12      |
| 13                  | 6  | Sergio Pérez        | McLaren-Mercedes     | 2:02.425 | 1:49.304 |          | 13      |
| 14                  | 21 | Giedo van der Garde | Caterham-Renault     | 2:00.564 | 1:52.036 |          | 14      |
| 15                  | 22 | Jules Bianchi       | Marussia-Cosworth    | 2:02.110 | 1:52.563 |          | 15      |
| 16                  | 23 | Max Chilton         | Marussia-Cosworth    | 2:02.948 | 1:52.762 |          | 16      |
| 17                  | 16 | Pastor Maldonado    | Williams-Renault     | 2:03.072 |          |          | 17      |
| 18                  | 18 | Jean-Éric Vergne    | Toro Rosso-Ferrari   | 2:03.300 |          |          | 18      |
| 19                  | 19 | Daniel Ricciardo    | Toro Rosso-Ferrari   | 2:03.317 |          |          | 19      |
| 20                  | 17 | Valtteri Bottas     | Williams-Renault     | 2:03.432 |          |          | 20      |
| 21                  | 12 | Esteban Gutiérrez   | Sauber-Ferrari       | 2:04.324 |          |          | 21      |
| 22                  | 20 | Charles Pic         | Caterham-Renault     | 2:07.384 |          |          | 22      |
| 107% temps:2:08.603 |    |                     |                      |          |          |          |         |
| Font:               |    |                     |                      |          |          |          |         |

## Resultats de la Cursa
| Pos   | No | Pilot               | Constructor          | Voltes | Temps / Retirada | Pos.Sortida | Punts |
| ----- | -- | ------------------- | -------------------- | ------ | ---------------- | ----------- | ----- |
| 1     | 1  | Sebastian Vettel    | Red Bull-Renault     | 44     | 1h 23' 42. 196   | 2           | 25    |
| 2     | 3  | Fernando Alonso     | Ferrari              | 44     | + 16.869 s       | 9           | 18    |
| 3     | 10 | Lewis Hamilton      | Mercedes             | 44     | + 27.734 s       | 1           | 15    |
| 4     | 9  | Nico Rosberg        | Mercedes             | 44     | + 29.872 s       | 4           | 12    |
| 5     | 2  | Mark Webber         | Red Bull-Renault     | 44     | + 33.845 s       | 3           | 10    |
| 6     | 5  | Jenson Button       | McLaren-Mercedes     | 44     | + 40.794 s       | 6           | 8     |
| 7     | 4  | Felipe Massa        | Ferrari              | 44     | + 53.922 s       | 10          | 6     |
| 8     | 8  | Romain Grosjean     | Lotus-Renault        | 44     | + 55.846 s       | 7           | 4     |
| 9     | 15 | Adrian Sutil        | Force India-Mercedes | 44     | + 1:09.547 min.  | 12          | 2     |
| 10    | 10 | Daniel Ricciardo    | Toro Rosso-Ferrari   | 44     | + 1'13.470 min.  | 19          | 1     |
| 11    | 6  | Sergio Pérez        | McLaren-Mercedes     | 44     | + 1' 21.936 min. | 13          |       |
| 12    | 18 | Jean-Éric Vergne    | Toro Rosso-Ferrari   | 44     | + 1' 26.740 min. | 18          |       |
| 13    | 11 | Nico Hülkenberg     | Sauber-Ferrari       | 44     | + 1' 28.258 min. | 11          |       |
| 14    | 12 | Esteban Gutiérrez   | Sauber-Ferrari       | 44     | + 1' 40.436 min. | 21          |       |
| 15    | 17 | Valtteri Bottas     | Williams-Renault     | 44     | + 1' 47.456 min. | 20          |       |
| 16    | 21 | Giedo van der Garde | Caterham-Renault     | 43     | + 1 volta        | 14          |       |
| 17    | 16 | Pastor Maldonado    | Williams-Renault     | 43     | + 1 volta        | 17          |       |
| 18    | 22 | Jules Bianchi       | Marussia-Cosworth    | 43     | + 1 volta        | 15          |       |
| 19    | 23 | Max Chilton         | Marussia-Cosworth    | 42     | + 2 Voltes       | 16          |       |
| Ret   | 14 | Paul di Resta       | Force India-Mercedes | 26     | Col·lisió        | 5           |       |
| Ret   | 7  | Kimi Räikkönen      | Lotus-Renault        | 25     | Frens            | 8           |       |
| Ret   | 20 | Charles Pic         | Caterham-Renault     | 8      | Pèrdua d'oli     | 22          |       |
| Font: |    |                     |                      |        |                  |             |       |